# Шиверская культура
Шиверская культура — археологическая культура, сменившая в Прибайкалье глазковскую и датирована II—I тыс. до н. э. Выделена А. П. Окладниковым и названа по имени могильника на Ангаре. Развивалась синхронно карасукской. Из артефактов характерны изделия из нефрита и бронзы, а также украшения из зубов оленей. Антропологические человеческие останки относятся к монголоидам.
Предполагается, что шиверская культура возникла в результате взаимодействия хунну с предками тунгусов.